# تشارلز أ. ويلوبي
تشارلز أ. ويلوبي (بالألمانية: Charles Willoughby)‏ (بالإنجليزية: Charles A. Willoughby)‏ هو عسكري أمريكي وألماني، ولد في 8 مارس 1892 في هايدلبرغ في ألمانيا، وتوفي في 25 أكتوبر 1972 في نيبلز في الولايات المتحدة.

## وصلات خارجية
- تشارلز أ. ويلوبي على موقع مونزينجر (الألمانية)